# 坂田啓造
坂田 啓造（さかた けいぞう、1900年（明治33年）11月23日 - 1976年（昭和51年）12月16日）は、静岡県浜名郡可美村東若林（現・浜松市中央区東若林町）出身の政治家。第11代浜松市長（1947年4月16日-1951年4月15日）。

## 経歴
1900年（明治33年）11月23日、静岡県浜名郡可美村東若林（現・浜松市中央区東若林町）に生まれた。父の坂田喜三郎は浜名郡会議員や磐田郡浅羽村長を務める地域の名士だった。
1923年（大正12年）、高等試験行政科に合格し、翌年に東京帝国大学法学部政治科を卒業した。三井物産に勤務した後、岡山県警視・保安課長、北海道庁警視・外事課長、栃木県特高課長、広島県事務官・学務課長、富山県書記官・学務部長、長崎県学務部長、新潟県学務部長、大分県内政部長を歴任した。坂田は1947年（昭和22年）の浜松市長選挙に立候補して当選し、初の公選市長として戦災復興に尽力した。
在任中には各市立小中学校の校舎、浜松市営球場、全国5番目の規模の浜松市営プール、東海一と謳われた浜松市立図書館などを建設している。浜松市営球場ではプロ野球の試合が開催され、浜松市営プールでは古橋広之進らが出場した日米交歓水上大会が開催された。1950年には浜松城公園で浜松子ども博覧会が開催され、博覧会で披露されたインドゾウなどを集めて浜松市動物園を開園させた。
1949年（昭和24年）には可美村の一部と入野村の一部を合併し、1951年（昭和26年）には新津村、五島村、川輪村を合併している。浜松市長退任後は学校法人興誠学園（浜松学院大学など）の理事長や学長を務めた。1976年（昭和51年）12月16日に76歳で死去した。